# Denver
 For alternative betydninger, se Denver (flertydig). (Se også artikler, som begynder med Denver)
Denver (officielt City and County of Denver og også kendt under tilnavnene "The Mile-High City", "Queen City of the West" og "Queen City of the Plains") er hovedstad i staten Colorado, USA og er med 716.492 indbyggere (2018) samtidig delstatens største by. Byen som ligger for foden af Rocky Mountains, har med forstæder en befolkning på 2.888.227 (2017) og har gennem en årrække haft stor vækst, hvor særligt unge født mellem 1980 og frem til 2000 har valgt at bosætte sig i Denver. I 2012 blev hash legaliseret for alle over 21 år i Denver og staten Colorado. Siden 2016 har byen været at finde i toppen af de bedste steder at bo og leve i USA, ifølge det anerkendte U.S. News & World Report.
Denver er kendt som en passioneret sportsby og er repræsenteret i alle fire store nordamerikanske professionelle sportsligaer med holdene Denver Broncos (NFL), Denver Nuggets (NBA), Colorado Avalanche (NHL) og Colorado Rockies (MLB). Denver International Airport som er USAs største lufthavn målt på det samlede areal, hører desuden til blandt de travleste lufthavne i verden.

## Lufthavne
De væsentligste luftehavne er
- Denver International Airport
- Centennial Airport
- Rocky Mountain Metropolitan Airport (Jeffco Airport)
- Front Range Airport

## Venskabsbyer
- Brest, Frankrig (1948)
- Takayama, Gifu, Japan (1960)
- Nairobi, Kenya (1975)
- Karmiel, Israel (1977)
- Cuernavaca, Mexico (1983)
- Potenza, Italien (1983)
- Chennai, Indien (1984)
- Kunming, Kina (1985)
- Axum, Etiopien (1995)
- Ulan Bator, Mongoliet (2001)